# Халки
Вижте пояснителната страница за други значения на Халки.
Халки или Хейбелиада (на турски: Heybeliada, Хейбелиада; на гръцки: Χάλκη, Халки) е вторият по големина принцов остров в Мраморно море, близо до Истанбул. Официално е квартал от истанбулския район Адалар, или преведено от турски език – Островите.

## История
На острова е разположено най-голямото турско военноморско училище, в чиято околност могат да бъдат открити две важни архитектурни забележителности на Халки. Църквата „Света Богородица Камариотиса“, единствената оцеляла византийска църква на острова и вероятно последната църква построена преди завладяването на Константинопол. И гробът на втория английски посланик изпратен в Константинопол от кралица Елизабет I, Едуард Бартън, който избира да живее на Халки, избягвайки суетата на града.
На върха на централната планина е православненият манастир от XI век „Света Троица“, в който е Семинарията на Халки, главната православна семинария в Турция на Вселенската патриаршия. Манастирът е популярна туристическа забележителност на острова.

## Туризъм
Днес Халки се развива като популярна туристическа дестинация, особено със своите християнски светини. С цел да се предпази острова от замърсяването на изгорелите автомобилни газове единствените превозни средства, които имат право да се движат на острова са линейки, пожарни и полицейски коли и други подобни. Гостите на острова се придвижват пеша, с коне, файтони или обслужващ транспорт. Поради липсата на летище или мост единственият начин за достъп е посредством плавателни средства.
Подобно на много други туристически дестинации в Турция населението на Халки варира годишно. През студените зимни месеци населението на наброява около 3000 души, но лятото вилите из острова се изпълват и населението му нараства на около 10 000 души.